# گریس والنتین
گریس والنتین (انگلیسی: Grace Valentine؛ ‏ ۱۴ فوریهٔ ۱۸۸۴ – ۱۲ نوامبر ۱۹۶۴) بازیگر اهل ایالات متحده آمریکا بود.
از فیلم‌هایی که وی در آن‌ها نقش داشته‌است، می‌توان به روزنه امید (فیلم ۱۹۳۲) اشاره نمود.